# ハードウィック伯爵
ハードウィック伯爵（英: Earl of Hardwicke）は、グレートブリテン貴族の伯爵位。法律家・政治家のフィリップ・ヨークが1754年に叙されたのに始まる。

## 歴史

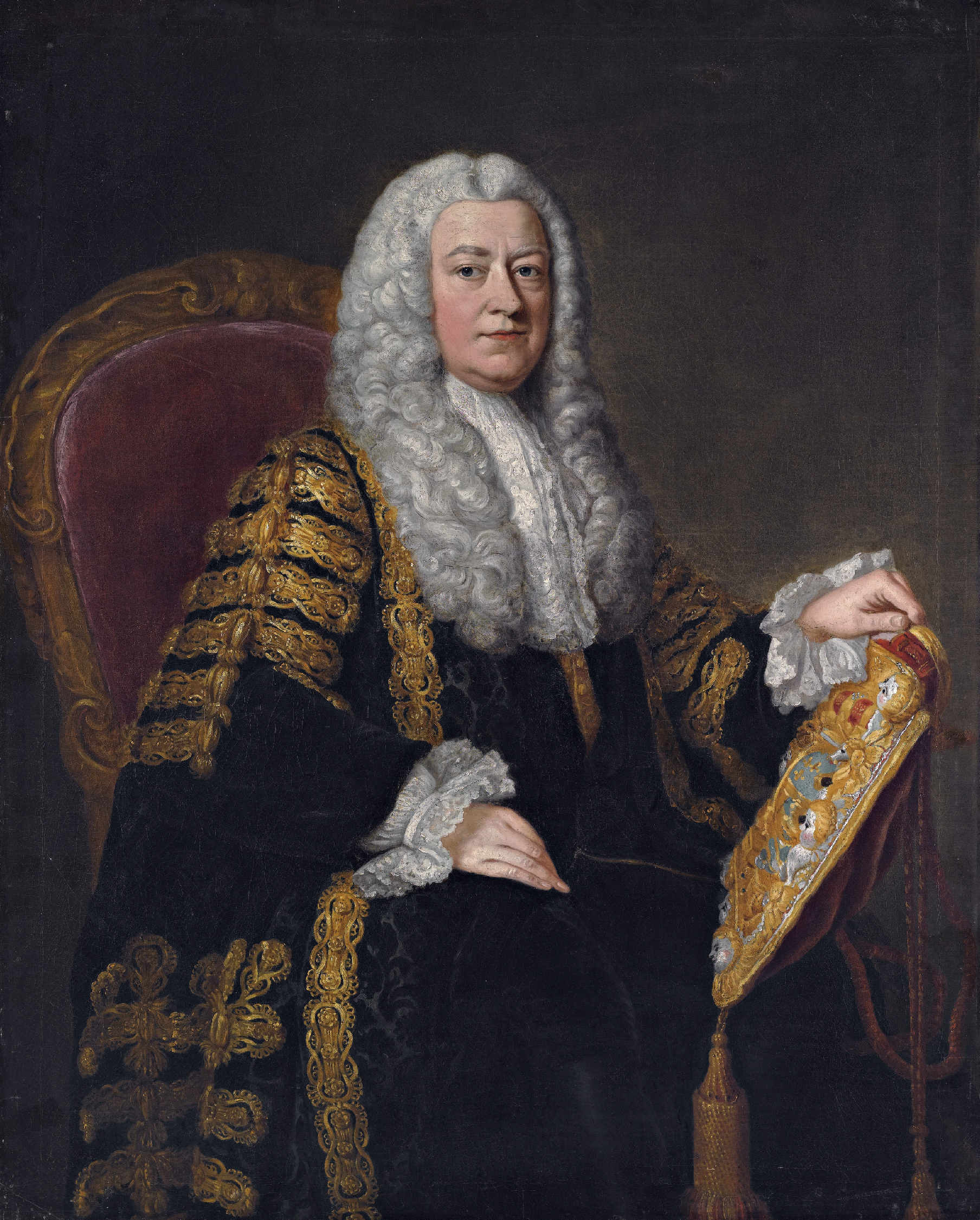
初代ハードウィック伯爵フィリップ・ヨーク

法律家フィリップ・ヨークは、司法職のイングランドおよびウェールズ法務総裁や、英国議会のルイス選挙区やシーフォード選挙区選出の庶民院議員をつとめたあと、1733年11月23日にグレートブリテン貴族爵位グロスター州におけるハードウィックのハードウィック男爵(Baron Hardwicke, of Hardwicke in the County of Gloucester)に叙された。その後、1737年から1756年にかけてウォルポール内閣から第1次ニューカッスル公内閣までの4代のホイッグ党政権で大法官を務めた。その在任中の1754年4月2日にグレートブリテン貴族爵位ハードウィック伯爵(Earl of Hardwicke)とケンブリッジ州におけるロイストンのロイストン子爵(Viscount Royston, of Royston in the County of Cambridge)に叙せられた。
3代伯フィリップ・ヨークは、1801年から1806年にかけてアイルランド総督を務めた
4代伯チャールズ・ヨークは、海軍大将まで昇進した海軍軍人であり、かつ保守党の政治家として政界でも活躍し、郵政長官(在職1852年)や王璽尚書(在職1858年-1859年)を務めた。
6代伯アルバート・ヨークも保守党の政治家としてインド省政務次官(在職1900年-1902年)、陸軍省政務次官(在職1902年-1903年)を務めている。

現在の当主は10代伯ジョゼフ・ヨークである。住居はロンドン・ランズダウン・ロード(Lansdowne Road)12番地にある。

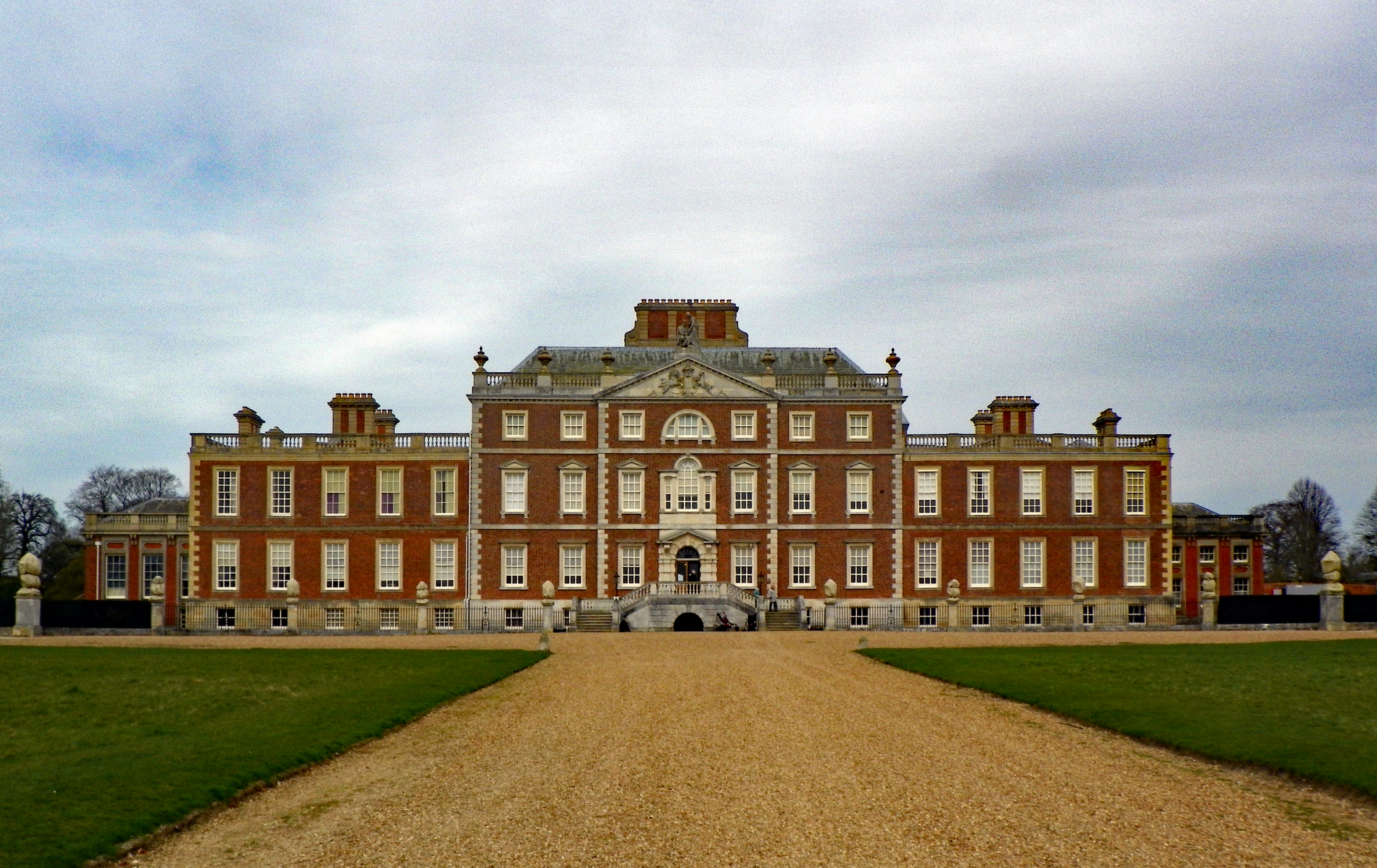
伯爵家の旧邸宅ウィンポール・ホール（英語版）
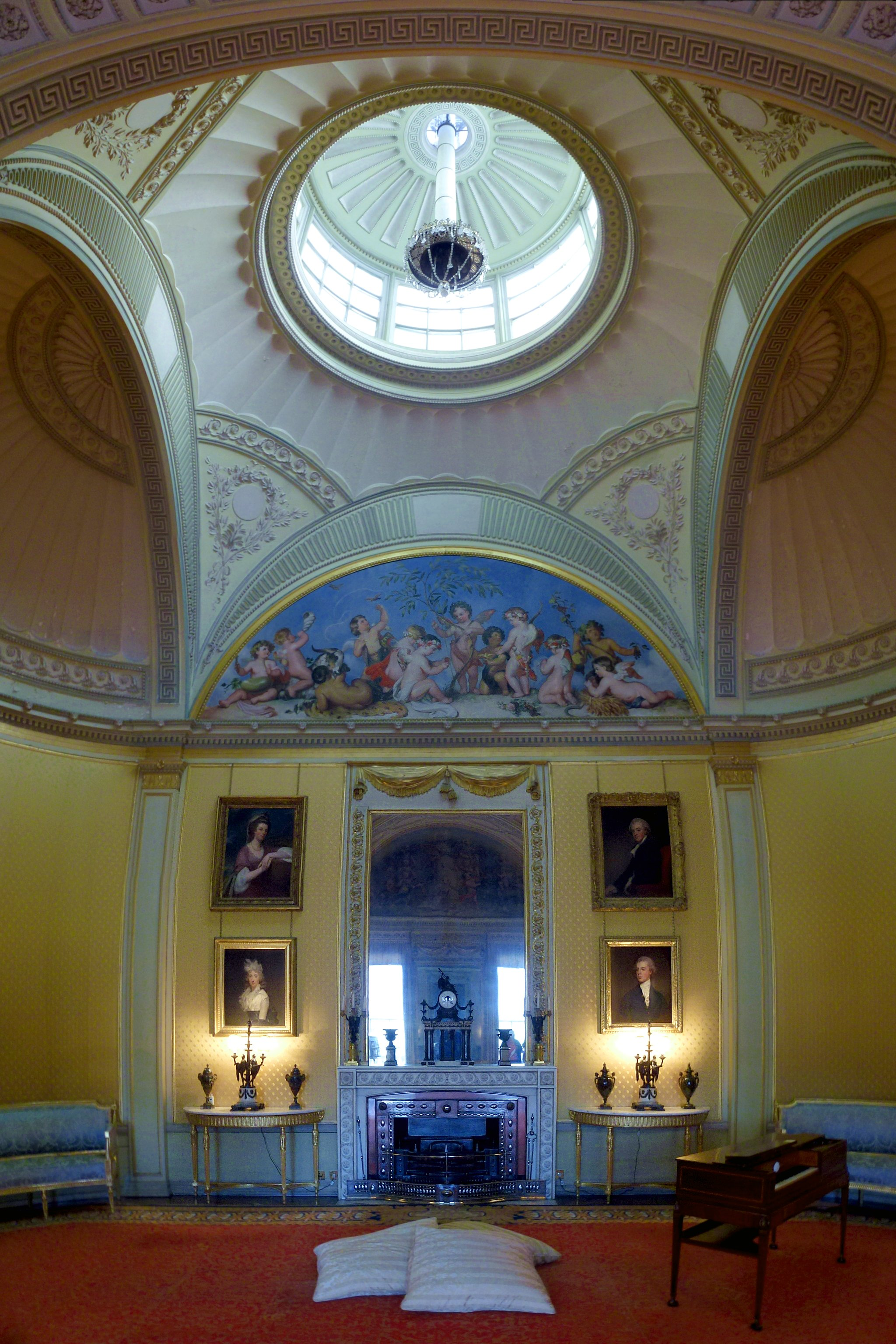
邸宅内のドローイング・ホール。
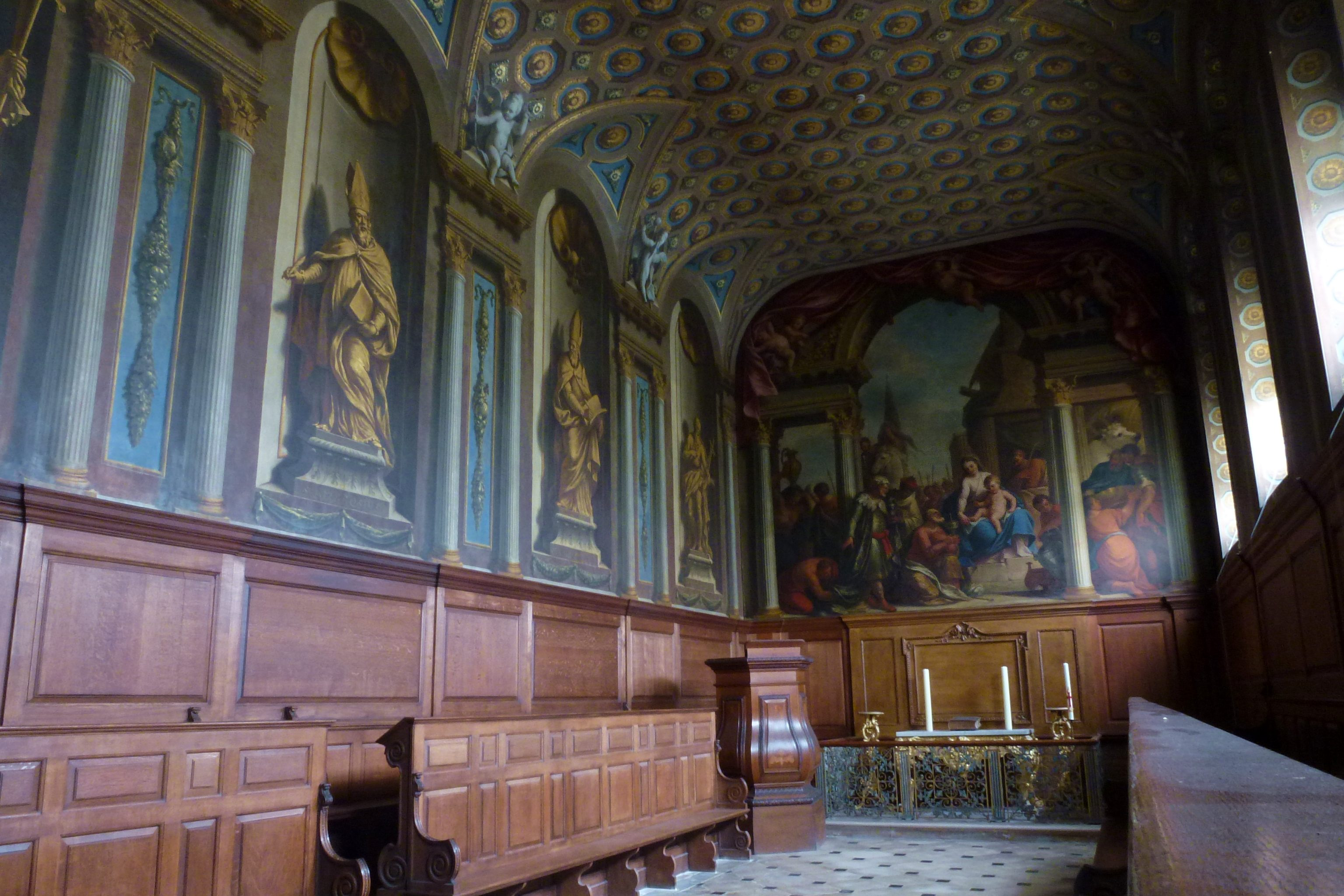
邸宅内の礼拝堂。

## 現当主の保有爵位
現当主ジョゼフ・ヨークは以下の爵位を保有している。
- 第10代ハードウィック伯爵(10th Earl of Hardwicke)
(1754年4月2日の勅許状によるグレートブリテン貴族爵位)
- ケンブリッジ州におけるロイストンの第10代ロイストン子爵(10th Viscount Royston, of Royston in the County of Cambridge)
(1754年4月2日の勅許状によるグレートブリテン貴族爵位)
- グロスター州におけるハードウィックの第10代ハードウィック男爵(10th Baron Hardwicke, of Hardwicke in the County of Gloucester)
(1733年11月23日の勅許状によるグレートブリテン貴族爵位)

## ハードウィック伯爵 (1754年)
- 初代ハードウィック伯フィリップ・ヨーク (Philip Yorke, 1690–1764)
- 2代ハードウィック伯フィリップ・ヨーク (Philip Yorke, 1720–1790) 先代の息子
- 3代ハードウィック伯フィリップ・ヨーク (Philip Yorke, 1757–1834) 先代の甥
- 4代ハードウィック伯チャールズ・フィリップ・ヨーク（英語版） (Charles Philip Yorke, 1799–1873) 先代の甥
- 5代ハードウィック伯チャールズ・フィリップ・ヨーク（英語版） (Charles Philip Yorke, 1836–1897) 先代の息子
- 6代ハードウィック伯アルバート・エドワード・フィリップ・ヘンリー・ヨーク（英語版） (Albert Edward Phillip Henry Yorke, 1867–1904) 先代の息子
- 7代ハードウィック伯ジョン・マナーズ・ヨーク（英語版） (John Manners Yorke, 1840–1909) 先代の叔父
- 8代ハードウィック伯チャールズ・アレグザンダー・ヨーク (Charles Alexander Yorke, 1869–1936) 先代の息子
- 9代ハードウィック伯フィリップ・グランサム・ヨーク (Philip Grantham Yorke, 1906–1974)　先代の甥
- 10代ハードウィック伯ジョゼフ・フィリップ・セバスチャン・ヨーク（英語版）(Joseph Philip Sebastian Yorke, 1971-) 先代の孫
  - 法定推定相続人は現当主の息子ロイストン子爵フィリップ・アレグザンダー・ジョゼフ・ヨーク(Philip Alexander Joseph Yorke, Viscount Royston, 2009-)